# Irena Gerová
Irena Gerová, rozená Krausová (23. června 1949 Praha – 20. prosince 2006 Praha) byla česká novinářka, spisovatelka a režisérka.

## Biografie
V roce 1967 maturovala na Gymnáziu Nad Štolou, v roce 1972 dokončila studium na fakultě sociálních věd a publicistiky Univerzity Karlovy. V letech 1973–1974 byla redaktorkou v nakladatelství ORBIS a v letech 1975–1990 redaktorkou v kulturní rubrice Svobodného slova. Napsala nespočet rozhovorů (mj. s Michailem Baryšnikovem a Milošem Formanem), reportáží a fejetonů. Byla uznávanou divadelní kritičkou. Irena Gerová jako první v roce 1989 ve Svobodném slově v období sametové revoluce přinesla interview s Václavem Havlem, což prolomilo do té doby velkou informační bariéru ve všech médiích.
Po sametové revoluci v roce 1989 spoluzaložila první nezávislou televizi NTV, a. s. se svým bratrem Richardem Krausem. Od roku 1990 byla dokumentaristkou na volné noze. Natočila pořady jak pro NTV, tak pro Českou televizi a firmu FEBIO. Pro Ministerstvo zdravotnictví České republiky zpracovala dokumenty o kanisterapii, Alzheimerově chorobě, diabetu, hospicích a vytvořila sadu pohlednic: Piš mi! Piš nám! Pišme siǃ, na nichž fotografie postižených od Lubomíra Kotka doplnila svými básněmi. V roce 1999 uspořádala výstavu Deset let od Sametové revoluce v Městském muzeu v Ústí nad Orlicí. V roce 2000 vydala sérii básní s obrázky Jiřího Vokurky Oči s křídly. Pro Ministerstvo zdravotnictví zpracovala kalendář (brožurku) Žena – něžná skála o statečných ženách v pomáhajících profesích a dále příručku Chlap jako hora o mužích pečujících o druhé (například o těch, kteří si neváhali vzít děti do opatrovnické péče). Fotografie do obou kalendářů vytvořil Přemysl Fialka. Irena Gerová také na volné noze přispívala do časopisů Xantypa, Fénix, Kleopatra, Vesmír a Reflex, aj.
V roce 2000 uvedlo Divadlo Radar její úpravu crazy komedie Někdo to rád horké nazvanou Někdo ji rád horkou. Při úpravě komedie pro amatérský soubor Bez názvu vycházela z Etlíkova scénáře pro Studio Ypsilon Horké to někdo rád, přičemž hlavní zápletku pozměnila. V jejím provedení se neucházeli o místo muzikantů v dámské kapele muži, ale naopak se o místo basistky a bubenice v pánské kapele ucházely ženy. Hlavní roli Sugar (známou z filmu Někdo to rád horké v podání Marilyn Monroe) přejmenovala na Cukrblik a ujal se jí tehdy začínající herec Martin Písařík. Hlavní ženskou roli bubenice Jariny hrála její dcera Ester Gerová a role basistky Pepiny se ujala Běla Fuková. Aranžmá pánské kapely a celou hudební spolupráci v divadélku Radar zajišťoval režisérčin muž Michal Gera. Na režii inscenace se Gerová podílela s Luďkem Horkým.
Od roku 2003 byla vážně nemocná, zemřela v roce 2006 v Praze Na Františku.
Krátce po smrti našel její bratr Richard Kraus v pozůstalosti knihu o probublávání Sametové revoluce, nazvanou Ze zábradlí na zábradlí a v roce 2009 ji vydal ve spolupráci s nakladatelstvím Paseka. Reportážně pojatá kniha s pozměněným názvem Vyhrabávačky vyšla k dvacátému výročí Sametové revoluce. Irena Gerová v knížce líčí nejen Palachův týden, uvěznění Václava Havla, svou cestu do SSSR, ale hlavně celý průběh sametové revoluce, a to formou deníkových zápisků. Ve Vyhrabávačkách se střídají zážitky z disidentského prostředí s rodinnými příhodami s dcerou Ester a mužem Michalem. V knize jsou kromě přepsaných rozhovorů s Václavem Havlem zveřejněny do té doby nepublikované rozhovory s Václavem Havlem na přiloženém CD. Irena Gerová po sobě zanechala také literární odkaz v podobě několika nepublikovaných básní, esejí, povídek, divadelních a filmových scénářů.

## Filmografie
Režie dokumentárních filmů:

Pro NTV, a. s.:

1991 – Causa tank (o natírání a přetírání tanku na růžovo a na zeleno)

1991 – Dneska už jsme dál? (manifestace dva roky po revoluci)

1992 – Kam kráčíš právo? (o hladovce M. Marečka)

1992 – O divadelním uspořádání státu (o festivalu českých a slovenských divadel)

1992–3 Silvestr – Hodina Há (reportáž z Moravsko-Slovenské hranice)

1993 – Trest a zločin (zabití skinheada Pavlem Opočenským v sebeobraně)

1993 – Máte rádi Masaryka? (o bourání a reinstalaci Masarykovy sochy)

Pro ČT:

1997 – Novoroční přípitek Jana Železného

Pro Febio:

1994 – OKO – Pohled na současnost – Můžou za to tři?

1995 – OKO – Pohled na současnost – Novináři pod lupou – esej o tehdejším stavu české žurnalistiky a etice novináře obecně

1995 – Genus – Vlasta Průchová

1996 – V. I. P – Vlivní lidé – Igor Němec

1996 – V. I. P. – Vlivní lidé – Petr Shönfeld

1996 – Josef Hiršal pohledem Ireny Gerové

1998 – z cyklu „Okno k sousedům“ první dokument Žít mezi Čechy

1998 – Jak se žije s inzulínem

1998 – Chůvou na zkušenou

1999 – Jak se stát Čechem

1999 – Když se řekne xenofobie a rasismus

2000 – Zpověď úředníka, jehož osud byl určen zápisem do židovské matriky – Jaroslav Kraus, důchodce

Pro ministerstvo zdravotnictví:

Videokazety vyrobené společností Porges:

1996 – Co je to hospic?

1997 – Umění a mozek, mozek a umění (o malíři Vladimíru Komárkovi a přednostovi Dětské neurologické kliniky 2. LF UK a FN Motol Doc. MUDr. Vladimíru Komárkovi)

1997 – Cukrovka dospělých – čtyři díly

1997 – Cukrovky se nebojíme – čtyři díly

1998 – Pozor, hodný pes! aneb Co je to canisterapie?

1999 – Všichni jsme jenom vážky (nejen o nemoci zvané Alzheimerova)